# Ausserberg
Ausserberg (toponimo tedesco) è un comune svizzero di 622 abitanti del Canton Vallese, nel distretto di Raron Occidentale.

## Storia
Nel 1922 ha inglobato il comune soppresso di Gründen.

## Monumenti e luoghi d'interesse
- Chiesa parrocchiale cattolica, eretta nel 1853-1855[1].

## Società

### Evoluzione demografica
L'evoluzione demografica è riportata nella seguente tabella (dal 1922 con Gründen):
Abitanti censiti

## Geografia antropica

### Frazioni
- Gründen[3]
  - Bord
  - Egga
  - Wasserleita
  - Zer Mili
- Trogdorf, capoluogo comunale[1]

## Infrastrutture e trasporti

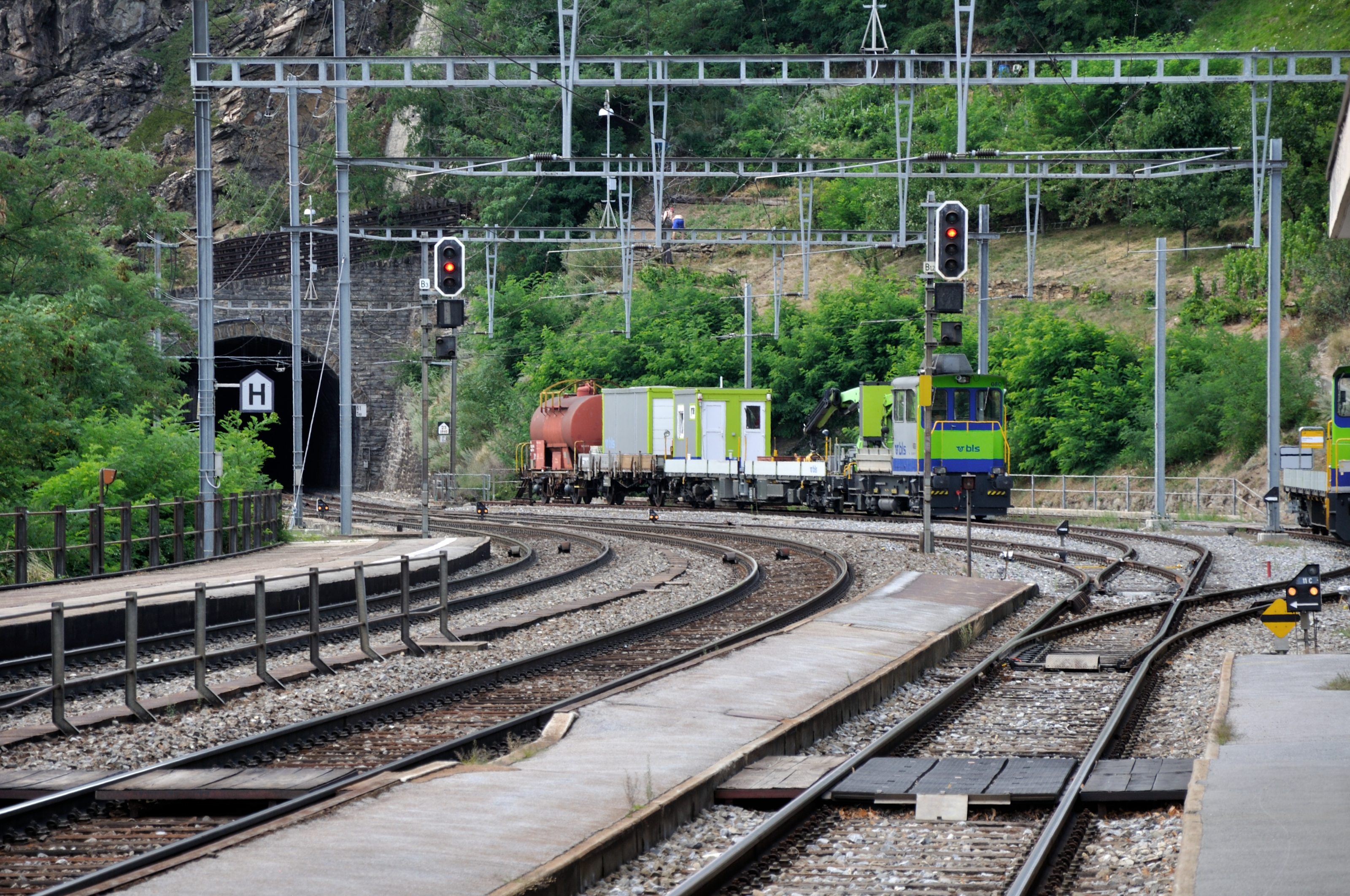
La stazione di Ausserberg

Ausserberg è servito dall'omonima stazione, sulla ferrovia del Lötschberg.

## Amministrazione
Ogni famiglia originaria del luogo fa parte del cosiddetto comune patriziale e ha la responsabilità della manutenzione di ogni bene ricadente all'interno dei confini del comune.